# Adriana Solórzano
Adriana Solórzano Fuentes (Ciudad de México) es una comunicóloga, investigadora y funcionaria pública mexicana. Su labor académica y profesional se especializa en la regulación de los medios de comunicación, la libertad de expresión y el ejercicio de los derechos de las audiencias.

## Trayectoria
Solórzano es licenciada y maestra en Ciencias de la Comunicación por la Facultad de Ciencias Políticas y Sociales de la Universidad Nacional Autónoma de México (UNAM) y estudió un doctorado en Estudios Políticos y Sociales. Es diplomada en docencia Universitaria por el Centro de Estudios sobre la Universidad.
Como parte de su labor en la defensa de los derechos de las audiencias, fue la primera mujer en México en ocupar un cargo de defensoría, haciéndolo para el Instituto Mexicano de la Radio (IMER). Desde el 2018 ocupa el mismo cargo en UAM Radio, la emisora de la Universidad Autónoma Metropolitana y es directora de Producción de Planeación de Radio Educación. Entre otros cargos relacionados con la radio, Solórzano fue subdirectora de control y seguimiento en el IMER y gerente de la Radio Ciudadana en el 660 AM y cofundadora y presidenta de la Asociación Mexicana de Defensorías de las Audiencias.
En el año 2018 la Universidad Autónoma Metropolitana la nombró defensora de las audiencias con la finalidad de contribuir a garantizar altos estándares éticos en la radiodifusora UAM Radio, destaca por haber sido la primera defensora de audiencias del IMER propuesta por la ciudadanía a través de una convocatoria pública. Su trabajo está especialmente enfocado en hacer de la comunicación pública un espacio plural, ético, libre de discriminación y sexismo, desde su cargo trabaja que las audiencias exijan un mejor uso de los medios de comunicación públicos en donde se fomente la justicia social, la equidad y la reflexión mediante una alfabetización mediática, abogando principalmente por una perspectiva de género en los medios, la libertad de expresión y los derechos de las audiencias infantiles del país.
Desde 1997 es profesora en la Universidad Nacional Autónoma de México. Ha escrito artículos académicos en diferentes publicaciones como la revista especializada Diálogos de la comunicación. y el libro A seis años de la Ley Federal de Telecomunicaciones y Radiodifusión, coordinado por Adriana Labardini.

## Obra

### En coautoría
- Radio Ciudadana. Estudio y testimonio de un modelo ciudadano de comunicación radiofónica.[11]